# Adinda gigas
Adinda gigas är en kräftdjursart som först beskrevs av Walter E. Collinge 1915.  Adinda gigas ingår i släktet Adinda och familjen Scleropactidae. Inga underarter finns listade i Catalogue of Life.